# عبد العظيم بن حسن البلقية
الأمير الحاج عبد العظيم بن حسن البلقية (بالجاوية: ڤڠيران مودا حاج عبدالعظيم بن حسن البلقیة) (29 يوليو 1982 - 24 أكتوبر 2020)، هو الابن الثاني لحسن البلقية سلطان بروناي. كان الرابع في ترتيب خلافة عرش بروناي حتى وفاته في أكتوبر 2020.

## وفاته
توفي الأمير عبد العظيم في 24 أكتوبر 2020 في مركز جيرودونغ بارك الطبي في جيرودونغ بعد صراع طويل مع المرض، عن 38 عامًا. تم الإعلان الرسمي عن وفاته في وقت لاحق من نفس اليوم.
قالت وكالة الأنباء الصينية "شينخوا"، إن المنية وافت، الأمير الحاج عبد العظيم الابن الثاني لحاكم بروناي السلطان حسن بلقيه معز الدين وعد الله. ونقلت الوكالة الصينية، عن بيان صدر عن إدارة السلطان، أن الفقيد كان يبلغ من العمر 38 عاما. ولم يحدد البيان سبب وفاة الأمير الشاب، كما لم ترد أي تفاصيل عنها. وتم إعلان الحداد العام في هذه الدولة لمدة سبعة أيام، حدادًا على وفاة الأمير وأمرت السلطات بتنكيس الأعلام.

## روابط خارجية
- عبد العظيم بن حسن البلقية في قاعدة بيانات الأفلام على الإنترنت